# 俺の妹がこんなに可愛いわけがない
『俺の妹がこんなに可愛いわけがない』（おれのいもうとがこんなにかわいいわけがない）とは、伏見つかさによるライトノベル。イラストはかんざきひろ。電撃文庫（アスキー・メディアワークス→KADOKAWA）より、2008年8月から刊行されている。本作を原作とする漫画、ドラマCD、アニメ、ゲームなどのメディアミックス展開が行われている。
公式略称は『俺の妹』。『俺妹』（おれいも）と略されることもある。

## 概要
垢抜けていて勝ち気な妹が隠し続けてきた「実はオタク」という秘密を知ってしまったことから、不仲だった妹に振り回されることになった兄の奮闘を描くコメディー作品。若年層向け作品の表現範囲内ではあるものの、妹が愛好する「妹萌え」の男性向けアダルトゲームを物語の軸としながら、反りの合わない兄妹の関係性の変化を描いていくという構造のホームコメディになっている。物語の題材の一部には世間では受け入れられていない趣味（アダルトゲームなど）を愛好することで生じる家族や友人との対立や、数ある同様のコンテンツの中でもアニメやゲームばかりが槍玉に挙げられることについての皮肉とも受け取れる内容も扱われている。
企画時は決して大ヒットを狙った作品ではなく、著者である伏見つかさはこれが人生で最後に出版する作品になる覚悟で書いたと述べており、実際に発売前は電撃文庫での扱いも小さかったというが、発売後間もなく、インターネット上では実在の個人ニュースサイトが作中に登場することが大きな話題となった。2021年3月時点で電子版を含めたシリーズ累計部数は520万部を突破している。『このライトノベルがすごい！』作品部門では2011年版で8位、2013年版で5位、2014年版で9位を獲得している。
本作を原作とするメディアミックス展開として、いけださくらによる漫画化作品が「電撃G's magazine」（アスキー・メディアワークス）にて、2009年3月号から連載された。2010年3月には原作小説の内容にオリジナルエピソードを加えたドラマCDが発売され、2010年10月から12月にかけては深夜帯でのテレビアニメ版が放送され、その後2013年4月より6月にかけてアニメ第2期が放送された。2011年1月にはPlayStation Portable用ゲームソフトが発売され、翌2012年5月には続編作品『俺の妹がこんなに可愛いわけがない ポータブルが続くわけがない』が発売された。

## あらすじ
主人公の高坂京介は、波乱のない普通の人生を志向する高校生。スポーツ万能で雑誌モデルをしている中学生の妹・桐乃とは、幼い頃は仲が良かったが、今ではまともに挨拶も交わさない険悪な関係になっていた。
ある日、京介は玄関で魔法少女アニメ『星くず☆うぃっちメルル』のDVDケースが落ちているのを発見する。しかも、その中にはアダルトゲーム『妹と恋しよっ♪』が入っていた。その持ち主が桐乃であることを確信した京介は、問い詰めずにDVDケースとその中身を桐乃に返してやる。
ある晩、桐乃から「人生相談がある」と称して、萌えアニメや美少女ゲームが大好きであることをカミングアウトされる。京介は、妹の趣味に理解を示し、困ったことがあればできる範囲で協力するという約束をする。そして、インターネットのSNSへの入会を勧め、妹の趣味に理解のある「裏」の友人探しを手伝うことにする。
SNSのオフ会を通じて知り合った黒猫や沙織・バジーナたちとの交友関係を通して、桐乃の趣味にかける真剣さや情熱を知り、京介は少しずつ己の考えを改めるようになる。京介自身も、夏コミへの同行、桐乃のケータイ小説の出版騒動などを経て、今まで幼馴染であった田村麻奈実との居心地のいい関係に甘んじていた、自分を取り巻く環境の変化を実感していく。
やがて、桐乃のアメリカへのスポーツ留学や、京介自身のゲーム研究会への入部を通して、黒猫との関係も恋愛へと進展していく。その一方、留学先で成果を出せず悩んでいた桐乃を日本に連れ戻したことなどをきっかけに、京介に対する桐乃の本心が描かれていく。

## 背景設定

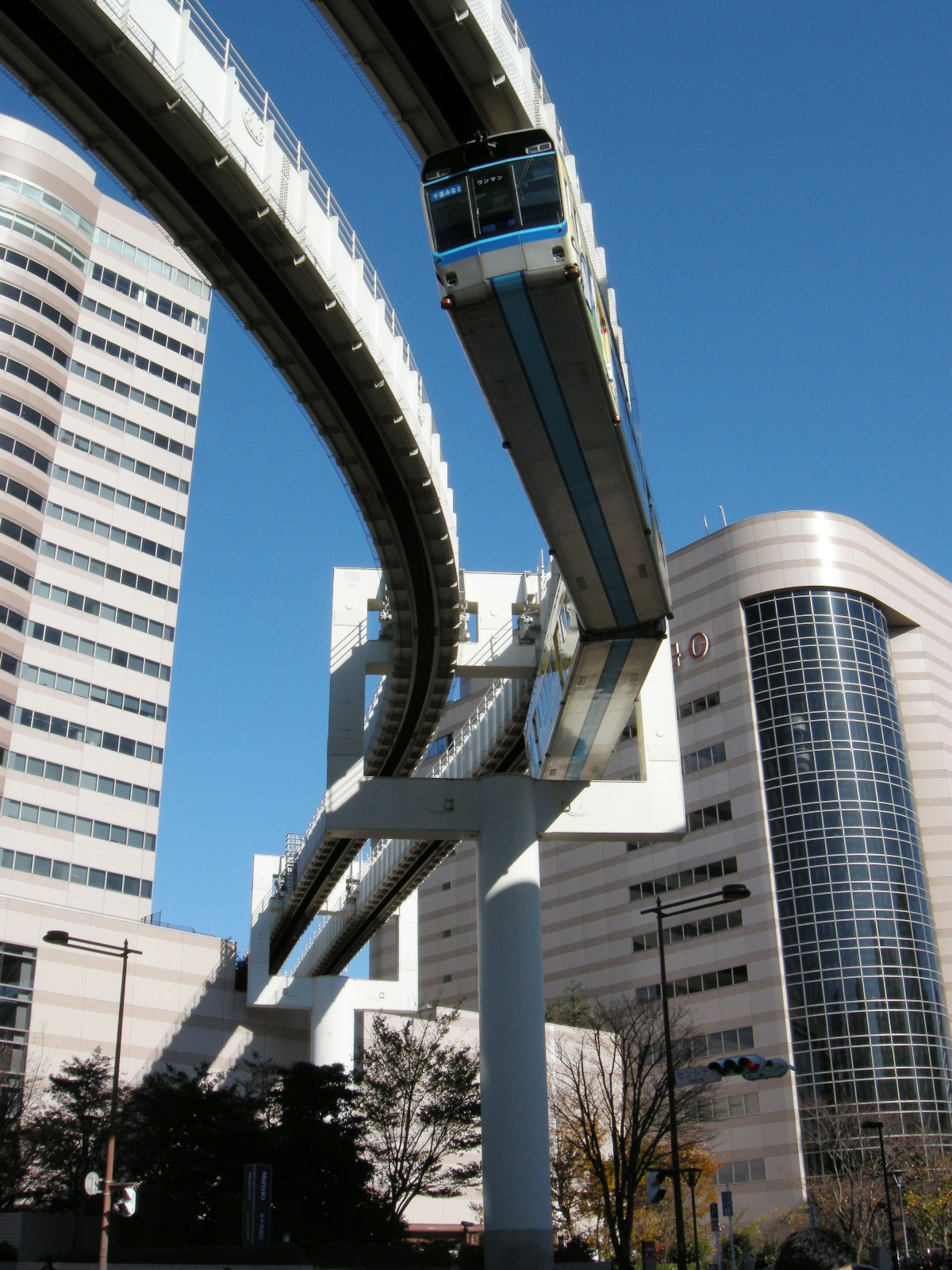
アニメ版や原作第7巻に登場する千葉都市モノレール
およびアニメ版に登場する「SOSO」のモデルとなったそごう千葉店（写真右側の建物）。

超常現象のない普通の現代日本が舞台となっており、少なくとも主人公の視点では非現実的な事件は描かれない。物語の中心人物である高坂兄妹の自宅は千葉県千葉市にあり、自宅から秋葉原までは距離32km、最寄りの駅から電車を経由して1時間半の距離にあるとされ、有明の東京ビッグサイトまでは新木場駅を途中経由して2時間と少々の距離にあるとされる。また、徒歩15分の距離にある隣町には観光案内に紹介される規模の公園があることなどが断片的に言及されている。他にも渋谷、新宿、松戸、千葉といった実在の土地や、実在の店舗などが登場するエピソードもある。

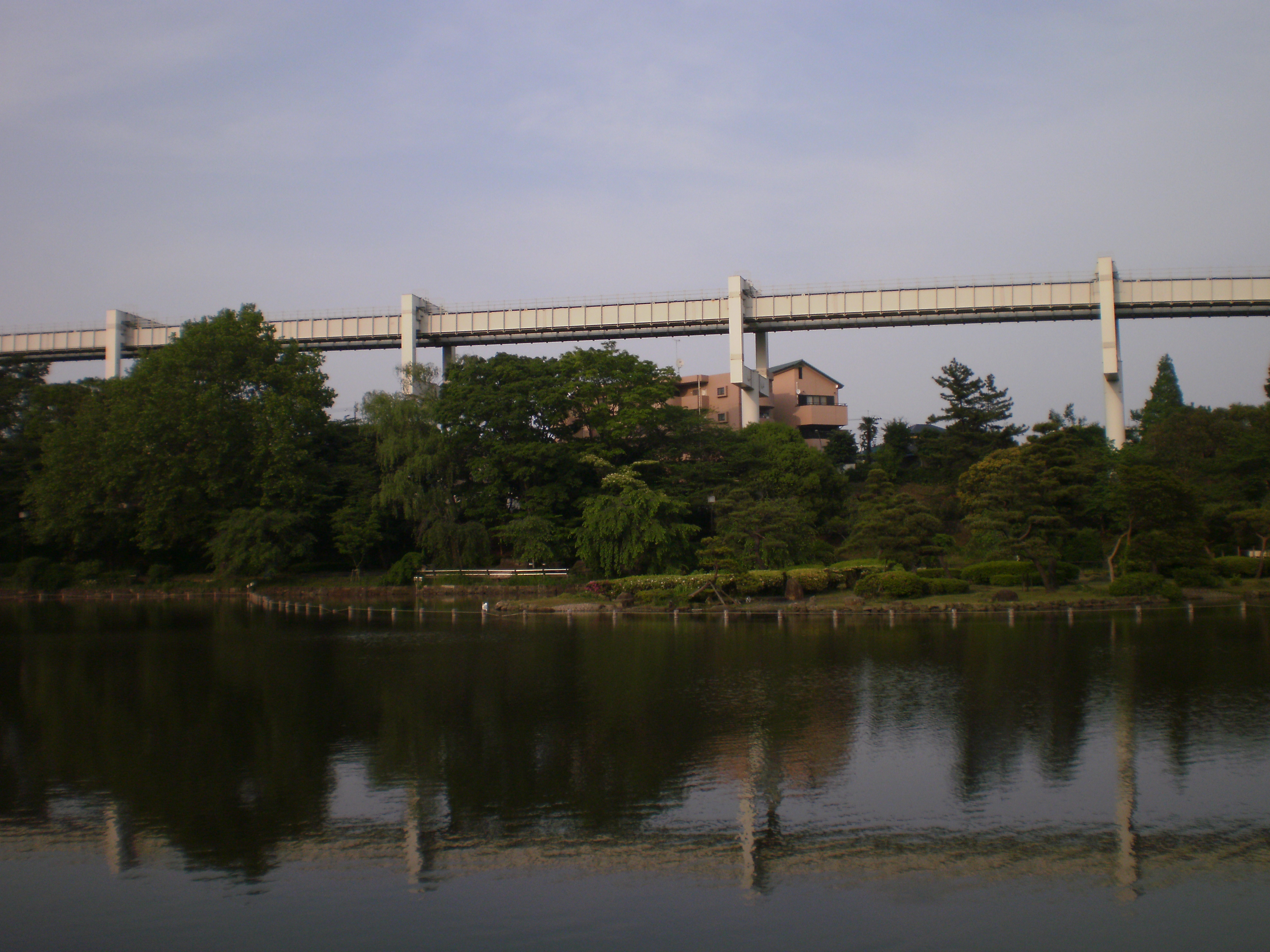
アニメ版に登場する千葉公園の綿打池。原作では隣町の公園として描写されていた公園は、アニメ版ではこの公園をモデルにして描かれており、また京介の通学路の途中の風景としても登場する。

アニメ版では高坂家の住所が千葉県千葉市の千葉駅周辺に設定されており、高坂兄妹が住む地域の風景として千葉都市モノレール、千葉駅の駅舎、千葉公園周辺、千葉市中央図書館、幕張舟溜跡公園、千葉県総合スポーツセンター、そごう千葉店など、千葉駅周辺の景観をモデルとした風景が登場している。なおアニメ版の放送開始以降は原作でも、高坂兄妹やその学校の友人たちがよく行く場所として千葉駅周辺が登場している。
原作では実在の地名の他にも、おたく文化に関連する実在の事物が実名で登場し、それが本作の話題作りに繋がった一面もあったが、アニメ版では一部を除き、原作では実名で登場していた事物の多くが架空の名称や抽象的な表現に置き換えられている。
物語の発端は6月の出来事とされ、以降の展開で1年以上の期間が経過している。原作では、物語が現実の暦で何年の出来事であるのかは明言されておらず、作中で言及される実在の事物や出来事から年代を特定できる描写はあるものの、後年になって読み返しても違和感がないようにという判断から、具体的な年は敢えて曖昧にされている。一方アニメ版では具体的な年月日が描写されており、物語開始時点においてアニメ本放送開始時より8か月未来である2011年6月の出来事として描かれている。
作中では幾度かおたく差別が話題として取り上げられており、ヒロインである桐乃の周囲にはおたくに対して強い偏見を持つ人物が多く登場するが、世間一般ではおたくに対する理解も進んでいるとされ、単にテレビアニメやアニメ映画、ゲームを愛好している程度では迫害されないという言及もある。一方で桐乃が愛好するアダルトゲームや同人誌などは世間に受け入れられておらず、実際、原作の作中においてもアダルトゲームの製造や販売を規制する法律の制定を求める請願が衆議院に提出されているという言及があるが、その請願の根拠を疑問視する数百人の署名も提出されており議論は決着していないとされており、アダルトゲームの単純所持自体は非合法化されていない。アニメ版においても、作中世界の2011年においては青少年育成条例改正案が成立していないことを示す描写がある。もっとも、道徳的な問題や成人向けゲームのレイティングに言及される場面はある。
物語の主要な舞台である高坂家の間取りや家具の配置には詳細な設定があり、コミカライズの際に原作者の伏見による3Dの図面が作成されている。作中では兄・京介の部屋が6畳間、妹・桐乃の部屋が8畳間であると言及され、桐乃の部屋の本棚の裏には和室を洋室にリフォームした際の名残である押入れがあり、おたく趣味に関するグッズを整理整頓して隠すための隠し部屋として用いられている。

## 登場人物
物語の中心人物である高坂兄妹は年齢が3歳違いで、それぞれ通学先が高校と中学校であるため交友範囲も異なる。また兄の京介は和菓子屋を営む田村一家と独自の交流があり、妹の桐乃は陸上競技やファッション業界との繋がりを持つが、いずれも兄妹のもう一方にとっては縁遠い存在となっている。一方で京介の勧めで桐乃が参加したオフ会を通じて知り合ったオタク関係の交友関係は、高坂兄妹にとって共通の友人となっているが、桐乃はオタク趣味を周囲の知人に隠しており、また京介も学校で積極的に趣味を語り合う相手がいないため、これらのコミュニティは基本的には交わることがない。ただし高坂兄妹の行動や作中の出来事によって、別のコミュニティに属する人物同士が繋がりを持つこともあり、物語の進行に伴う人間関係の変化も描かれている。
高坂 京介（こうさか きょうすけ）
本作の主人公。物語の語り手。千葉県千葉市に住む、平凡を美徳と考え平穏な日常を望む男子高校生だが、妹の桐乃が隠し続けてきた趣味を知ったのをきっかけに、オタクの世界へと足を踏み入れ、妹のために奮闘するようになる。桐乃のことは嫌いつつも良き兄であろうとする。
高坂 桐乃（こうさか きりの）
本作のメインヒロイン。京介の妹。勝ち気な性格のギャル系女子中学生。京介にとっては手のかかる不仲な妹だが、家の外では雑誌モデルに学業、スポーツ、文筆業にと各方面で非凡な才能を発揮している。一方で萌えアニメや男性向け美少女ゲームに情熱を注ぐ隠れオタクでもあり、秘密を共有することになった京介をオタク趣味へと巻き込んでいく。ハンドルネームは「きりりん」。
田村 麻奈実（たむら まなみ）
和菓子屋「田村屋」の娘。京介とは幼馴染で、高校の同級生でもあり、長い間友達以上恋愛未満の間柄が続いている。のんびりとした人柄の、オタク趣味とは縁遠い人物であり、京介にとっては桐乃と対極的な存在。京介が中学三年生の時にとある事件を起こしたあと、麻奈実の発言によって京介は積極的な人助けをしなくなったことがあった。そのため、桐乃からは一方的に敵視されていた。
沙織・バジーナ（さおり・バジーナ）
桐乃や黒猫が入会しているSNSコミュニティ「オタクっ娘あつまれー」の管理人の少女で、気配りのできるムードメーカー。オフではいかにもオタクっぽい格好や振る舞いを装っているが、眼鏡を外すと見違えるような美人で、実はお嬢様。本名は槇島沙織（まきしま さおり）。
黒猫（くろねこ）
本作のヒロインの一人。桐乃、京介、沙織らのオタク仲間で、桐乃より1つ年上の少女。自分をフィクションの登場人物と同一視するかのような痛々しい振る舞いから、桐乃からは「邪気眼厨二病」などと貶されている。桐乃とは喧嘩しつつも友情で結ばれていく一方、作中2年目から京介と同じ高校に進学し、京介との恋愛関係も深めていく。学校では「五更瑠璃（ごこう るり）」という本名を名乗っている。夏休みが終わると同時に松戸市に引っ越して高校も転校した。
新垣 あやせ（あらがき あやせ）
本作のヒロインの一人。第2巻から登場。桐乃とは同級の親友で、雑誌モデルの仕事仲間でもある女子中学生。人当たりは良いが思い込みが激しく、オタク趣味に対しては病的な嫌悪感を持つが、桐乃の秘密を知った後には対立を経て、歩み寄ろうという姿勢を見せる。麻奈実とは親しく連絡を取り合う間柄。
来栖 加奈子（くるす かなこ）
本作のヒロインの一人。第2巻から登場。桐乃やあやせと同級の女子中学生。桐乃の趣味については知らされておらずオタクを見下しているが、アイドル志向があり、後に桐乃が愛好するアニメ『星くず☆うぃっちメルル』の公認コスプレイヤーに選ばれる。
田村 いわお（たむら いわお）
第2巻から登場。麻奈実の弟。お調子者で、田村一家と懇意にしている京介に懐いている。渾名は「ロック」。
赤城 浩平（あかぎ こうへい）
第2巻から登場。京介や麻奈実とは同級の男子高校生。妹の瀬菜を溺愛しており、京介とはオタクの妹を持つ兄同士の共感で結ばれていく。
三浦 絃之介（みうら げんのすけ）
第4巻から登場。男子高校生で、作中2年目より京介と黒猫が所属することになった高校の部活「ゲーム研究会」の部長。猥雑なオタクコンテンツを白眼視されても気にしないという価値観の持ち主で、周囲からは変人扱いされている。
赤城 瀬菜（あかぎ せな）
第5巻から登場。浩平の妹。高校進学後の黒猫とは同級生で、ゲーム研究会の部員仲間。垢抜けた委員長といった容姿だが実は腐女子で、ボーイズラブやハードゲイの話になると我を忘れて熱弁を繰り広げる。
ブリジット・エヴァンス（Bridget Evans）
第4巻から登場。イギリス出身の少女。加奈子とともに『星くず☆うぃっちメルル』の公認コスプレイヤーとなる。当初は加奈子に反発していたが、後に良好な関係を築いていく。
リア・ハグリィ（Ria Hagry）
第6巻に登場。アメリカ在住の少女で、幼いながらも短距離走の世界的な実力者。桐乃がスポーツ留学した先でのルームメイトで、桐乃の帰国後に短期間ではあるが来日し、京介や桐乃の妹のように接する。
御鏡 光輝（みかがみ こうき）
第7巻から登場。桐乃とはファッション関係の仕事仲間で、京介とは同い年。周囲には隠してはいるもののオタク文化を肯定的に捉え、アダルトゲームを含むオタク文化をもっと世間に広めたいと考えており、その点では桐乃と意見を異にしている。京介を通じてゲーム研究会のメンバーや赤城とも親しくなる。
五更 日向（ごこう ひなた）
第8巻から登場。黒猫の妹（次女）で小学校5年生。非常に活発な性格で、姉妹の仲でも人見知りしないほうであり、京介を「高坂くん」、桐乃を「キリ姉」と呼び親しんでいる。
五更 珠希（ごこう たまき）
第8巻から登場。黒猫の妹（三女）で小学校1年生。黒猫のことを非常に慕っており、好きな人（京介）ができたことをすぐに見抜いていた。
筧 沙也佳（かけい さやか）
第10巻に登場。あやせの小学校時代の後輩にあたる。あやせの熱狂的なファンであり、家が近所にあることを利用して盗撮を繰り返して『ラブリーマイエンジェルあやせたん♡ファンブログ』というブログサイトを開設している。あやせがオタクショップに入るところや一人暮らし中の京介の家に入るのを目撃して京介に襲い掛かる。
櫻井 秋美（さくらい あきみ）
第11巻、第12巻に登場。京介の中学三年生時代の同級生。1学期から1度も出席していない不登校児であるが、学校に登校するように必死で説得してきた京介の説得により登校するようになる。アニメ版では省略され、登場しない。

## 登場企業・組織・コミュニティ
本作では実際に存在する会社やイベント、アルファブロガーやそのウェブサイトなどの名称が多々登場するが、本項ではオリジナルのものを扱う。アニメ版では、原作では実名で登場していたものが架空の名称に置き換えられている場合もあるが、単純な言い換えについては割愛する。
ありす+（ありすプラス）
東京都に所在する株式会社で、作中に登場するアダルトゲーム『妹めいかぁEXシリーズ』や『真妹大殲シスカリプス』、『妹×妹〜しすこんラブすとーりぃ〜』などを制作しているという設定のゲーム企業。夏コミでは企業ブースを出店していた。アニメ版では第12話現在、Bパートアイキャッチに登場する架空のゲームソフトのディスクには、全て「ありす+」のメーカーロゴが描かれている。
オタクっ娘あつまれー
沙織が主宰する、女性専用のSNSコミュニティで、コミュニティメンバーは20人程度。基盤となっているSNSは招待不要の登録制となっている。桐乃の悩みを解決する方法として、京介が麻奈実のアドバイスに基づき提案した「SNSで同じ趣味を持つ相手と友達になる」を実践するため入会した。桐乃がこのコミュニティを選んだのは、年上の男性を相手への警戒心もあり、オフ会が近日開催されるこのコミュニティであれば、女性に成りすました男性が混ざっている心配がないと考えたためである。
コミュニティメンバーのうち、桐乃とオフでも親しい親交がある沙織、黒猫は、京介にとっても親しい女友達となっている。作中2年目の夏コミでは黒猫を中心としたこの4人で、「神聖黒猫騎士団」というサークル名を用いて参加し、同名の同人誌を販売した。
小さな庭園（プリティガーデン）
沙織の姉の香織が主宰するサークルで、コミュニティメンバーは10人程度。香織が結婚した後、サークルメンバーが一人一人と欠けていった。
プリティガーデン
秋葉原に店舗を構えるメイド喫茶で、「オタクっ娘あつまれー」の第1回オフ会の会場となった。メイド服はスカート丈が極端に短くかわいさを優先した、フレンチメイドスタイルとなっており、客に対する店員の呼び方を選べるサービスを行っている。原作で京介が注文したカレーライスは「手作り」という名称に反してレトルトカレーであった。アニメ版ではオムライスが注文され、ケチャップで料理に文字を書くというサービスが行われた。
エターナル・ブルー（ETERNAL BLUE）
藤真美咲が代表取締役を務める株式会社で、欧州に本社を持つ高級化粧品メーカー。略称は「エタナー」。ブランドのエンブレムは原作ではマーメイド、アニメ版では三匹のイルカ。沙織が桐乃らと知り合って間もない頃、桐乃宛てに宅配便で同人誌を送付する際の偽装としてこのブランドの外箱が使用されたが、結果的には不本意な形で桐乃を陥れかけた。
エターナルブルー・シスター
御鏡光輝が美咲から任されている個人ブランドで、略称は「EBS」。彼が夏コミに参加した際のサークル名にも用いられた。
田村屋
田村家が営む和菓子店。「俺の妹がこんなに可愛いわけがないの登場人物#田村家」を参照。
メディアスキー・ワークス
新宿にある出版社。雷撃文庫（らいげきぶんこ）という文庫レーベルや、ケータイ小説の書籍版の出版などを手掛けている。萌え系のライトノベルも扱う雷撃文庫編集課と、女性向けのケータイ小説を担当するモバイル書籍課は同じ人員で構成されているが、対外的なイメージを考慮して名義を使い分けている。編集者同士は互いをニックネームで呼ばなければならないという奇習がある。「俺の妹がこんなに可愛いわけがないの登場人物#出版業界」も参照。
モデルとなっているのは本作を出版しているアスキー・メディアワークスの電撃文庫編集部であるが、各方面への配慮からありのままの事実を書けない部分もあるため、フィクションの要素を加えているという。
けーたいi倶楽部
原作に登場。モバイル端末向けのWebスペースで、ブログや掲示板を置いたり、ケータイ小説を投稿して公開できるサービスを行っている。特にケータイ小説には力を入れており、人気のあった小説の書籍化が行われている。作中では桐乃がこのサイトで『妹空』を発表するが、その後パスワードの盗難被害に遭う。
アニメ版では原作と異なる展開が描かれ、「ブックアップ」という名のケータイ小説投稿サイトが登場した。
ゲーム研究会
京介が通う高校の部活。主な活動は同人ゲームの制作とイベントへの参加だが、規律は良くも悪くも緩く、幽霊部員も多い。部室にはゲームの制作に必要な機材やソフト、専門書が一通り揃っており、これらは創始者であり部長でもある絃之介がアルバイトで稼いだ私費によって賄われている。「俺の妹がこんなに可愛いわけがないの登場人物#ゲーム研究会」も参照。

## 作中作
作中には、実在のテレビアニメやゲームのほか、作品世界内で公開されている設定の架空のアニメやゲーム、登場人物が創作したケータイ小説や同人作品などが登場する。これらの作品の中には、原作本編のメディアミックス展開に伴って、トレーディングカードやゲームでのスピンオフ展開が行われているものもある。
『星くず☆うぃっちメルル』（ほしくずうぃっちメルル）
桐乃が熱烈に入れ込んでいるテレビアニメ。地球を侵略する敵と戦う魔法少女メルルの活躍を描く。平日の夕方に子供向けアニメとして放送されているが、オタク向けのあざとい描写も多い。よく動くバトルシーンは「ぬるぬる動く」とも形容される。
本編アニメ版での劇中キャラクターデザインは追崎史敏。本編原作版におけるメルルの衣裳は「紐のよう」と形容されるような露出度の高いものに設定されているが、本編アニメ版では子供向け作品という設定を前面に押し出した作風が意図され、典型的な魔法少女風の衣装に変更されている。同様にアルファやタナトスのデザインも原作の設定とは異なるものに変更されている。
作者の次回作『エロマンガ先生』でも登場。製作スタッフがプロデューサー：赤坂透子、監督：雨宮静枝、脚本：葵真希菜であることが判明している。
『MASCHERA 〜堕天した獣の慟哭〜』（マスケラ だてんしたけもののどうこく）
黒猫が入れ込んでいるテレビアニメで、『メルル』と同日の同時間帯に放送されている。ダークヒーロー・漆黒の活躍を描くシリアスな作風だが、「オサレ系厨二病アニメ」と揶揄されてしまうこともある。
本編アニメ版での劇中キャラクターデザインは石井久美。本編アニメ版の監督である神戸洋行の案も反映させた上でデザインされており、原作の絵柄とは異なる作風となっている。
『ジャスティーン』（JUSTEEN）
本編アニメ版に登場したロボットアニメ。高坂兄妹や黒猫、沙織がオフで会う場所として登場した飲食店「JUSTEEN Cafe」の背景のテレビ画面で流れ続ける。
本編アニメ版での劇中キャラクターデザインは渡部圭祐、劇中メカニックデザインは森木靖泰、鷲北恭太、まさひろ山根、大塚健、斎藤久。作中アニメのスタッフがTwitterで明かしたところによれば、本作は最初から劇中劇として作られたのではなく、本編アニメを制作するAICが以前から暖めていた映像作品を流用したものであるという。本編のアニメ終了後も独立したアニメ作品としての制作が進められており、出演声優のオーディションも行われている。
結果的にシリーズ化は実現しなかったが、2022年現在は制作済みの映像を全1話のOVAとしてイベント限定販売及び配信プラットフォームにて視聴が可能となっている。
『妹と恋しよっ♪』（いもうととこいしよっ）
「ありす+」制作の妹ものアダルトアドベンチャーゲーム。複数のヒロインのシナリオに物語が分岐する内容で、桐乃が入れ込んでいるヒロインの一人であるしおりの物語は、愛し合う兄妹がその関係を親に咎められるという展開になっている。『メルル』と共に京介が桐乃の趣味を知るきっかけとなり、その後父親に見つかってしまったことから騒動に発展する。
本編アニメ版での劇中キャラクターデザインは森田和明。しおりのデザインは原作の挿絵に沿ったものとなっている。
『真妹大殲 シスカリプス』（しんいもうとたいせんシスカリプス）
「ありす+」制作の妹もの3D対戦型格闘ゲーム。PC版がアダルトゲームとして発売されているほか、全年齢対象のアーケードゲーム版もリリースされている。本編作中において殺人未遂事件の容疑者がこのゲームを所持していたことから、マスコミによるバッシングの対象となったことがあった。
本編アニメ版での劇中キャラクターデザインは原田たけひと。ミコトとレイカは原作小説第2巻の裏表紙に登場したデザインをベースとしているが、ミコトは原作と異なりセーラー服のコスチュームで登場している。
『妹空』（まいそら）
本編原作版において桐乃が書いたケータイ小説。荒れていたヒロインが男性遍歴の末、彼女を真剣に気にかけてくれる男性と巡り合い、次々と降りかかる残酷な運命に翻弄されながらも結ばれるという内容。本編作中では編集者に成りすました伊織・F・刹那に内容を盗まれるという盗作被害に遭う。
『妹都市』（マイシティ）
本編アニメ版において桐乃が書いたライトノベルで、『妹空』に代わって登場。謎の災害によって壊滅した東京で、ヒロインが年下の女性たちに慕われつつサバイバルを繰り広げる内容。本編作中では人気が出てアニメ化されるが、桐乃の意向を無視した改変を受けそうになる。
『妹×妹〜しすこんラブすとーりぃ〜』（シスターシスターしすこんラブすとーりぃ）
「ありす+」制作の妹ものアダルトアドベンチャーゲーム。ヒロインは勝ち気なりんこと病弱なみやびの二人の妹で、兄との三角関係を描く内容。本編作中では泣きゲーとして評価されている。本編作中において桐乃の留学と帰国に関わるキーアイテムとなる。
本編ゲーム版『俺の妹がこんなに可愛いわけがない ポータブル』では、原作とは異なった設定で登場する。
本編アニメ版での劇中キャラクターデザインは森田和明。
『スカトロ＊シスターズ』
桐乃がタイトルの意味を知らずに買ってしまった、スカトロジーを題材にしたアダルトゲーム。桐乃の私物の中にこのタイトルを見た京介を動揺させ、何かを打ち明けようとしていた桐乃から肝心な話を聞きそびれさせてしまう。アニメ版第12話GOODENDでは登場せず、原作とは異なり京介が桐乃から話を聞こうとした場合の展開が描かれた。
『Crystal Ball』
黒猫が描いた『MASCHERA』の二次創作物。アニメ第1期の最後で主人公に倒された夜魔の女王が、その記憶を持ったままアニメ第1話の時点まで時間を遡り、黒猫が独自に追加した設定や特徴の元に活躍するという内容。ある事情から雷撃文庫の編集部に持ち込まれるが、その酷評は3時間にもおよび、結果として黒猫を泣かせてしまった。
『ベルフェゴールの呪縛』（ベルフェゴールのじゅばく）
黒猫が京介、桐乃、麻奈実の関係をモチーフに、『MASCHERA』の二次創作などを織り込みつつ創作した漫画。堕天使ルシファーの転生であるキョウスケを巡って、表向きは兄のキョウスケを嫌いつつも裏では変態的な情欲を抱いている主人公のキリノと、悪魔ベルフェゴールの化身であるキョウスケの幼馴染マナミが世界規模の抗争を繰り広げるという内容で、途中で未完のまま終わっている。
『滅義怒羅怨』（めぎどらおん）
原作に登場。絃之介が入部希望者の腕試しのために自主制作したゲームで、自機の女の子を操作して縦スクロールのステージをクリアしていく形式の弾幕系シューティング。アニメ版では『REGARIA』にタイトルが変更されて登場している。
『強欲の迷宮』（ごうよくのめいきゅう）
ゲームコンテストに応募するため、黒猫が企画し瀬菜との共同制作によって作られたゲーム。プレイヤーに媚びない「自己満足趣味百パーセント」がコンセプトとなっており、企画段階から黒猫による分厚くて読みにくい設定資料がついていた。紆余曲折の末、RPG要素と軽いボーイズラブを付け加えたアドベンチャーゲームとして完成するが、黒猫と瀬菜にとっては不本意な形で話題作となってしまった。
『神聖黒猫騎士団』（ブラックナイツ・ノヴァ）
黒猫、京介、桐乃、沙織が作中2年目の夏コミで合同制作・販売した『MASCHERA』の二次創作同人誌で、書名は参加サークル名と同名になっている。

## 作風とテーマ
アニメ調の挿絵が多く盛り込まれるライトノベルに分類される。作品は高坂京介を語り手とする一人称小説の体裁をとっており、語り手が読者の存在（第四の壁）を意識しながら語ることもある。登場人物の個性の見せ方としては、ネガティブに捉えられがちな特徴を魅力として描くような人物造形がなされており、編集者の三木は作品の読みどころをヒロインの個性やその兄である主人公の語り口の面白さであるという趣旨の説明をしている。

### 作品意図
作中において語り手の京介が、彼にとって現実の妹である桐乃と、その桐乃が熱中する「妹萌え」作品に登場する妹キャラクターとの乖離を指摘する場面があるように、本作における京介と桐乃の関係は現実的な兄妹関係を志向して描かれており、従来の「妹萌え」作品との差別化が意図されている。
本作のヒロインである桐乃は読者からの人気の高い登場人物であるのと同時に、憎たらしくて鬱陶しい妹としても描かれているため、特にアニメ版では先の展開を知っている原作読者とアニメからの視聴者の間で好悪の評価が分かれたという。これに対し作者の伏見は、同様に好悪の評価が分かれている人物である来栖加奈子を例に、人気があると同時に批判的な評価も多いのは注目の表れであり、好ましい結果に転じることができる評価なのだという解釈を披露している。編集者の三木は、嫌いという感情は好きの反対ではなく相手に対する関心の一種であり、様々な感情が込められた概念なのだという趣旨の説明をしており、作中に描かれているのは、普段は嫌い合いつつも時折相手を気遣ったりするような兄妹の絆なのだとしている。
また本作は副次的な内容としておたく文化に関する話題を扱っているが、従来あった作品よりもおたく文化の深い部分やインターネットの事物、敬遠されがちな性風俗などの話題に踏み込むことも意図されており、アダルトゲームなどを含む実在の作品名や団体名、ウェブサイトといった固有名詞、インターネットスラングなども頻繁に登場する。また読者が肌で興味を感じているであろう今風の話題を取り入れようという考えから、プロパガンダには踏み込まない範囲で時事問題を扱ったエピソードもある。おたく文化を肯定的に描く一方で、例えばインターネット上のおたく文化では否定的に捉えられていたケータイ小説を擁護する場面が盛り込まれるなど、様々な事柄に関する既存の社会的評価を覆してその魅力を再確認しようという試みも意図されている。
アニメ版のプロデュースを手掛ける岩上敦宏は、本作には勇み足に楽しさや面白さを追求し続ける姿勢があるとしている。

### 作中の兄妹関係
兄の京介自身は読者に対し、しばしば妹との不仲を強調し、同意を求め、自分は妹の桐乃を嫌っているし、同様に桐乃も自分を嫌っているはずだと説明する。京介が嫌っているはずの桐乃のために奮闘する理由は複雑だが、たとえ大嫌いな妹であっても大切な家族であり、兄として庇護すべき対象として捉えていることを語っている。著者の伏見はこうした京介の動機について「桐乃のことは嫌いなんですけど妹のことは大好き」なのだと説明している。
一方でこの語り手は妹の本心を掴みかねており、語り手の主観では兄を嫌っているように見えている桐乃が、本心では兄のことをどのような感情を抱いているのかは明確にされないまま物語が進んでいく。この真相に関しては執筆開始時点では伏見と編集者の三木の間で見解が分かれており、三木が桐乃はいわゆるツンデレではなく本心から兄を嫌っているという解釈に基づいて意見を出す一方、伏見は桐乃が内心では最初から兄に対して好意を持っているようにも解釈できるような描写を意識して第1巻を書き進めた。その後の展開では、当初の構想になかった形での関係性の変化も盛り込まれ、実際に桐乃が抱いている感情がどのようなものであるのかは、他の登場人物との人間関係にも関係するなど、作中における謎解きの一つとして書き進められていく。
著者の伏見は、本作で描かれている内容はあくまで信頼できない語り手である京介の主観に沿った、真実とは大きな乖離があるものであることを明かしており、読者が作中には語り手の勘違いが含まれていることを踏まえて読むことで楽しめるような部分を盛り込んでいるという趣旨の説明をしている。
漫画版やアニメ版では、原作で描かれていた語り手の心理描写が省略されている一方、原作中では明らかではなかった桐乃の表情の変化や、桐乃からの視点なども描かれている。アニメ版の脚本を担当した倉田英之は、桐乃は口には出さないものの内心では兄にべた惚れであると解釈しており、原作の読者やアニメ版の視聴者からもそのように解釈されることもある。
アニメ第2期エピローグのキスについて、監督の神戸洋行は「最後のキスがどういう意味を持つかは視聴者の判断にお任せする」とした上で、「この二人はまだ何かありそうな気がする」と述べている。

## 各巻の構成
各巻4章立て（第1 - 4章）で、第4章が各巻の山場となる構成になっている。電撃文庫では通常4葉（8ページ）あるカラー口絵は通常の1葉と、3つ折りの折込みが1葉となっている。通常の本編中のイラストのほか、章の間にアニメのキャラクター設定画風の「Character file」が載る。
物語の転機となる第4巻の新刊時には特製のアンケートはがきが差し込まれており、第5巻の内容はアンケートで決まる「読者投票型のルート分岐シナリオ」となった。ただし正確には事前にアンケート結果を予想して書き進められており、予想と違えば書き直すつもりだったとのこと。最終的に第5巻はメインヒロインである妹の桐乃がほとんど登場せず、ヒロインの一人である黒猫メインの巻となり、第1巻カバーをセルフパロディにした黒猫がメインヒロインであるかのような口絵が載った。第7巻から第8巻までの展開は「恋愛編」と位置付けられている。

## 制作背景
本作の題材として「オタク」が選ばれたのは、同じ作者のデビュー作『十三番目のアリス』に登場する人物の一人・宮田怜奈のエピソードや、『ねこシス』に登場する東雲千夜子のエピソードが担当編集者の三木にとって好印象であったため、そこから膨らませたものである。
本作は、2007年冬頃まで準備が進められていた『ねこシス』の企画が諸事情により一時没となった際に、その構想の一部を引き継ぐ形で企画された。編集者である三木一馬の提案により、著者である伏見つかさの作風も考慮した上で「超常現象のない普通の日常」「勝気な女の子」「オタク」という題材が選ばれ、当初は社内の期待が低かったことから、キャラクターの設定を前面に据えたインパクトが重視された。その後は三木の提案を膨らませる形で設定の枠組みが作られ、著者の伏見がリードを取る形で執筆が進められた。伏見は本作を、担当編集者である三木一馬や小原一哲との綿密な打ち合わせや意見の衝突を重ねた中から生み出された作品であり、伏見本人と編集者2人にイラスト担当のかんざきひろを加えた、合計4人による作品であるとも述べている。
著者の伏見はサンプルを作成する段階では、ヒロイン像を普通の妹っぽいキャラクターとして想定していたが、編集者の三木から「藤沢とおる先生が描く漫画に出てくるようなギャル」という要望を出され、そのオーダーを基に伏見は藤沢の漫画『GTO』を読んで桐乃にそのイメージを反映させたという。また京介と桐乃とのやり取りには、伏見が三木本人の言動を参考にした部分もあるという。なお伏見自身の家族には妹がおらず、伏見にとって桐乃はあくまで「ファンタジーの妹」であるとしている。その他にも伏見は本作の執筆に影響を受けた作品として、貴志祐介の小説『青の炎』と、古橋秀之のライトノベル『超妹大戦シスマゲドン』を挙げている。
本作は常にインパクトを求める方針で書き進められており、その作風はいつ中止に追い込まれるか分からないような危ういものでもあった。著者の伏見は毎回、次の巻が人生最後の作品になる可能性を念頭に置きつつ、常にクライマックスのつもりで書いてきたと語っている。実際に書き直しを迫られた場面も幾度かあったというが、伏見や編集の三木は、批判を恐れず目新しいヒロイン造形や題材、宣伝手法を開拓していったことや、主流に反するようなカウンターカルチャー的なコンセプトが、作品の支持にも繋がっているのではないかとしている。
また、作中には主人公のオタク化を表現する手段として、文中に顔文字が登場し、その顔文字にルビを振ったりするような表現が登場しており、これに対しては小説家が用いるべき表現ではないとして眉を顰める意見もあったというが、伏見はその批判に対しては反骨精神を示し、次巻では複数行のアスキーアートにルビを振る表現を入れたという。

## 既刊一覧

### 小説
書籍版のほか、携帯電話向けの電子書籍版も発売されている。
- 伏見つかさ（著）・かんざきひろ（イラスト）、アスキー・メディアワークス→KADOKAWA〈電撃文庫〉、全17巻。
  - 『俺の妹がこんなに可愛いわけがない』、2008年8月10日初版発行（同日発売[153]）、ISBN 978-4-04-867180-4
  - 『俺の妹がこんなに可愛いわけがない（2）』、2008年12月10日初版発行（同日発売[154]）、ISBN 978-4-04-867426-3
  - 『俺の妹がこんなに可愛いわけがない（3）』、2009年4月10日初版発行（同日発売[155]）、ISBN 978-4-04-867758-5
  - 『俺の妹がこんなに可愛いわけがない（4）』、2009年8月10日初版発行（同日発売[156]）、ISBN 978-4-04-867934-3
  - 『俺の妹がこんなに可愛いわけがない（5）』、2010年1月10日初版発行（同日発売[157]）、ISBN 978-4-04-868271-8
  - 『俺の妹がこんなに可愛いわけがない（6）』、2010年5月10日初版発行（同日発売[158]）、ISBN 978-4-04-868538-2
  - 『俺の妹がこんなに可愛いわけがない（7）』、2010年11月10日初版発行（同日発売[159]）、ISBN 978-4-04-870052-8
  - 『俺の妹がこんなに可愛いわけがない（8）』、2011年5月10日初版発行（同日発売[160]）、ISBN 978-4-04-870486-1
  - 『俺の妹がこんなに可愛いわけがない（9）』、2011年9月10日初版発行（同日発売[161]）、ISBN 978-4-04-870813-5
  - 『俺の妹がこんなに可愛いわけがない（10）』、2012年4月10日初版発行（同日発売[162]）、ISBN 978-4-04-886519-7
  - 『俺の妹がこんなに可愛いわけがない（11）』、2012年9月10日初版発行（同日発売[163]）、ISBN 978-4-04-886887-7
  - 『俺の妹がこんなに可愛いわけがない（12）』、2013年6月7日初版発行（同日発売[164]）、ISBN 978-4-04-891607-3
  - 『俺の妹がこんなに可愛いわけがない（13） あやせif 上』、2019年8月10日初版発行（同日発売[165]）、ISBN 978-4-04-893285-1
  - 『俺の妹がこんなに可愛いわけがない（14） あやせif 下』、2020年6月10日初版発行（同日発売[166]）、ISBN 978-4-04-912896-3
  - 『俺の妹がこんなに可愛いわけがない（15） 黒猫if 上』、2020年9月10日初版発行（同日発売[167]）、ISBN 978-4-04-913270-0
  - 『俺の妹がこんなに可愛いわけがない（16） 黒猫if 下』、2021年3月10日初版発行（同日発売[168]）、ISBN 978-4-04-913436-0
  - 『俺の妹がこんなに可愛いわけがない（17） 加奈子if』、2021年9月10日初版発行（同日発売[169]）、ISBN 978-4-04-913445-2

### 漫画
俺の妹がこんなに可愛いわけがない
『電撃G's magazine』（アスキー・メディアワークス）2009年3月号から2011年5月号まで連載された。電撃コミックスにて、全4巻が刊行されており、単行本の帯には小説版と同様に他作品の登場人物が推薦コメントを寄せている。
- 伏見つかさ（原作）、いけださくら（作画）、かんざきひろ（キャラクターデザイン）
  1. 2009年10月27日初版発行（同日発売[170]）、ISBN 978-4-04-868172-8
  2. 2010年8月27日初版発行（同日発売[171]）、ISBN 978-4-04-868732-4
  3. 2010年12月10日初版発行（同日発売[172]）、ISBN 978-4-04-870111-2
    - 新垣あやせフィギュア付特装版：同日発売[173]、ISBN 978-4-04-870120-4

  4. 2011年4月27日初版発行（同日発売[174]）、ISBN 978-4-04-870480-9

俺の後輩がこんなに可愛いわけがない
『電撃G's magazine』（アスキー・メディアワークス）2011年7月号から連載開始、その後『電撃G'sコミック』に移籍し、2015年7月号まで連載された。黒猫を主人公に据えた公式スピンオフ作品で、桐乃が海外留学でアメリカへ旅立ったあとのエピソードが描かれている。原作と同じストーリーを黒猫視点で展開していくが、結末は異なっており、京介と結ばれる物語となっている。電撃コミックスにて、全6巻が刊行されており、単行本の帯には小説版と同様に他作品の登場人物が推薦コメントを寄せている。
- 伏見つかさ（原作）、いけださくら（作画）、かんざきひろ（キャラクターデザイン）
  1. 2012年5月26日初版発行（同日発売[175]）、ISBN 978-4-04-886261-5
    - 黒猫“白猫”フィギュアつき特装版：同日発売[176]、ISBN 978-4-04-886305-6

  2. 2012年10月27日初版発行（同日発売[177]）、ISBN 978-4-04-891033-0
  3. 2013年6月27日初版発行（同日発売[178]）、ISBN 978-4-04-891692-9
  4. 2014年1月27日初版発行（同日発売[179]）、ISBN 978-4-04-866331-1
  5. 2014年9月27日初版発行（同日発売[180]）、ISBN 978-4-04-866852-1
  6. 2015年7月27日初版発行（同日発売[181]）、ISBN 978-4-04-865267-4

俺の妹がこんなに可愛いわけがない あやせif
『少年エースplus』（ComicWalker内）（KADOKAWA）にて2020年6月26日から2023年3月24日まで連載された。角川コミックス・エースにて全3巻が刊行された。
- 伏見つかさ（原作）、渡会けいじ（作画）、かんざきひろ（キャラクターデザイン）
  1. 2021年3月10日発売[182][183]、ISBN 978-4-04-110827-7
  2. 2022年3月10日発売[184]、ISBN 978-4-04-111933-4
  3. 2023年3月25日発売[185]、ISBN 978-4-04-113033-9

俺の妹がこんなに可愛いわけがない 黒猫if
『月刊少年エース』2021年9月号から2024年3月号まで森あいりの作画で連載された。
- 伏見つかさ（原作）、森あいり（作画）、かんざきひろ（キャラクターデザイン）
  1. 2022年3月10日発売[189][190]、ISBN 978-4-04-112198-6
  2. 2023年2月25日発売[191]、ISBN 978-4-04-113032-2
  3. 2023年6月26日発売[192]、ISBN 978-4-04-113822-9
  4. 2024年2月26日発売[193]、ISBN 978-4-04-114546-3

### アンソロジー
俺の妹がこんなに可愛いわけがない コミックアンソロジー
表紙・イラストは松竜、カスガソウイチ、イラスト、abec、葛西心、上乃龍也、京極しん、小梅けいと、ヤス。漫画は天草帳、いけださくら、うったて、笹倉綾人、佐々原憂樹、高橋むぎ、タケイオーキ、ふらんべる、水無月露葉、椋木ななつ氏、森嶋プチ、楊柳崇志、ReDropが参加している。
- アスキー・メディアワークス〈電撃コミックスEX〉、全1巻、2011年4月27日発売[194]、ISBN 978-4-04-870483-0

俺の妹がこんなに可愛いわけがない 4コマ公式アンソロジー
表紙は牛木義隆が担当し、漫画は犬威赤彦、ヒロイチ、ハマちょん、いづみみなみ、あんねこ、bomi/木瓜庵、ゆーじ、天草帳、わらべし、大堀ユタカ、ありこ、もっつん*、雪雨こん、mizuki、新井ぎゅれん、miz22が参加。
- アスキー・メディアワークス〈電撃コミックスEX〉、全2巻
  1. 2013年3月27日発売[195]、ISBN 978-4-04-891565-6
  2. 2013年8月27日発売[196]、ISBN 978-4-04-891835-0

### 参考書
- 『「俺の妹がこんなに可愛いわけがない」とやり直す中学英語』、2013年4月9日発売[197]、ISBN 978-4-04-602567-8

## 読み切り作品
原作者である伏見つかさの著作のうち、電撃文庫の単行本への収録が予定・予告されていない小説作品を挙げる。
とあるメイド喫茶にて
ドラマCD収録の短編（「#ドラマCD」を参照）。第1巻第3章に登場したメイド喫茶「プリティガーデン」で給仕をしていたメイドが、『星くず☆うぃっちメルル』のメルル役を演じる声優・星野くららの姉（星野きらら）であることが明かされている。
バレンタインの想い出
ドラマCD収録の短編（「#ドラマCD」を参照）。バレンタインデーにまつわるエピソード。
とある部室の映像中毒<ファナティック>
漫画『とある科学の超電磁砲』単行本第5巻特装版付録「偽典・超電磁砲」に掲載（「#他作品とのコラボレーション」も参照）。本作の登場人物であるゲーム研究会の部員たちが、劇中劇として『とある魔術の禁書目録』シリーズの内容に言及する様子が描かれている。
雷雨の留守番
雑誌『電撃文庫MAGAZINEVol.16』（2010年11月号）付録「“まるごと1冊”『俺の妹がこんなに可愛いわけがない』」に掲載。京介が桐乃の趣味を知った直後の時期から、1か月前の出来事や当時の冷え切った兄妹関係を回想するという内容の前日譚。
あたしが兄貴に人生相談なんてするわけない
アニメ版のBlu-ray、DVDの第1巻限定版に収録された短編（「俺の妹がこんなに可愛いわけがない (アニメ)」を参照）。物語発端の出来事を桐乃の視点で描く内容。
堕天聖の追憶
アニメ版のBlu-ray、DVDの第1巻限定版に収録された短編（「俺の妹がこんなに可愛いわけがない (アニメ)」を参照）。オフ会に行った時の黒猫の内面を描いた内容で、黒猫の妹たちも登場している。
或る結末の続き
ゲーム『俺の妹がこんなに可愛いわけがない ポータブル』に付属する特典小説。エンディングの後日談を描く内容。複数あるエンディングのうち、京介がヒロインの一人と結ばれた後の結末が描かれているが、その相手が誰であるのかは最後まで伏せられたまま物語が進行し、作中の手がかりから読者に推理させるものとなっている。
黒髪の妹がこんなに可愛いわけがない
アニメ公式ガイドブック、『アニメ「俺の妹」がこんなに丸裸なわけがない』に収録された短編。アニメ版第1話冒頭の京介の夢に現れた黒髪の桐乃が存在する世界を描いている。
十年目の再会
アニメ版第二期のBlu-ray、DVDの第1巻限定版に収録された短編（「俺の妹がこんなに可愛いわけがない (アニメ)」を参照）。最終巻の約十年後の物語。成長して二代目『黒猫』となった五更珠希が十年前を振り返る様子が描かれている。
とある電撃娘（コラボ）の人生相談（ガールズトーク）
『ニコニコ連載小説』の『電撃文庫チャンネル』でまず掲載され、電撃文庫チャンネル電撃モバイルNEO会員のみが閲覧することができる『電撃モバイルNEOマガジン』で期間限定で公開された『超電磁砲』とのコラボ小説。
一時の邂逅
『かんざきひろ画集[キュート]』に寄稿されたAFTER STORYとなる短編。京介、桐乃、黒猫、沙織の4人が集まり、これまでと同じようで確かに違う日常が描かれている。

## 他の伏見つかさ作品との繋がり
本作と同じ著者・同じイラストレーター・同じレーベルによるライトノベル『ねこシス』は、後発の作品ではあるものの本作のプロトタイプ的作品とも位置付けられており、類似したシチュエーションやほぼ同じ設定の人物が登場する。これは『ねこシス』の企画が諸事情で一度没になり、それに替わって本作の企画が立ち上がった際、設定の一部が流用されたためであるという。特に本作の主要登場人物である黒猫（五更瑠璃）と、『ねこシス』の主要登場人物である猫又姉妹の次女・東雲千夜子は、外見や設定に同一人物とも受け取れる共通点を持ち、舞台背景に繋がりがあるのか否かがファンの間で話題になった。本作では黒猫の自称異能者発言は、周囲にはアニメのセリフを真似た痛々しい妄言として受け取られているが、『ねこシス』の千夜子は本物の妖術である「人化の術」を会得し、並外れた身体能力といった「異形の力っぽいもの」を行使することが可能な正真正銘の妖怪という設定であるため、両者が同一人物であるか否かで本作の描写の意味も大きく変わってしまう。著者の伏見つかさは、一方の作品しか読んでいない人も、両方の作品を読んで繋がりを想像している人も公平に楽しめるよう配慮した結果、両者が同一人物とも別人であるとも解釈できるような形で物語を書き進めた。なお伏見は『ねこシス』のあとがきにおいて読者に対して、こうした描写にスター・システム的な面白さを感じてもらえたのであれば幸いである、という趣旨のコメントを発している。
その後アニメ化などに際して黒猫の家族についても踏み込む必要が生じたため、原作者自ら脚本を手掛けたアニメ版第9話では『ねこシス』の東雲家とは異なる家庭の様子が描かれたが、アニメ版BD/DVD第1巻限定版に付属する短編小説では、黒猫が自分を別の世界から転生したと言い張る描写が描かれており、正体は曖昧にされている。

## その他の展開

### 他作品とのコラボレーション
第1巻から第5巻、および第8巻の帯では各巻ごとに他作品の登場人物が推薦文を寄せている。第1巻では『乃木坂春香の秘密』の乃木坂春香がコメントを寄せているが、これは本作のヒロインが彼女と似た境遇にあることを読者に示し、作品の内容をアピールする意図があったという。また第3巻では『Baby Princess』とのコラボレーション企画の一環として、同日発売された小説において互いの作品のキャラクターが推薦文を寄せ合うという試みが行われた。第6巻では劇中劇である『メルル』が登場し、アニメ化を祝うメッセージを寄せている。なお『ねこシス』の帯では、本作の黒猫が同作に登場する三人姉妹に対して「他人という気がしない」というコメントを発している。
同じ電撃文庫作品である『とある魔術の禁書目録』とは、複数のコラボレーションを行っている。外伝『とある科学の超電磁砲』の単行本第5巻特装版の付録『偽典・超電磁砲』には、伏見つかさの書き下ろしによるコラボレーション作品『とある部室の映像中毒<ファナティック>』が掲載された（詳細は「#読み切り作品」を参照）。また本作のアニメ版の放送直前には、同時期に放送が開始される『とある魔術の禁書目録』のアニメ版第2期とのコラボレーション展開が発表され、互いの作品のキャラクターが相手作品のCMのナレーションを行ったり、2010年9月26日付の日本経済新聞朝刊東京本社版第14面に一面広告が掲載されるなど、合同で広報活動を展開している。これは原作の出版社や担当編集者、アニメ版の放送時期が重なったことから実現した企画で、新聞広告は『とある魔術の禁書目録』のアニメ版の製作に参加するジェネオン・ユニバーサル・エンターテイメントジャパンからの提案であったという。その後も合同でのイベントが行われたり、合同でラッピングバスの運行が行われたり、ゲーム作品でのコラボレーション行われたりしている。
また、テレビアニメ版のTOKYO MXの放送では同じE!TVの直前の放送枠で放送される（実質的な再放送）『Angel Beats!』とも、番組間にクロスプログラムを挟むコラボレーションを行っている。
動画配信サービスniconico上で『俺の妹がこんなに可愛いわけがない 〜とある電撃娘（コラボ）の人生相談（ガールズトーク）〜』が全四回に分けて掲載されている。同作は時系列的には『俺の妹がこんなに可愛いわけがない』原作小説最終巻の後の話となる。
同じ原作者繋がりで『エロマンガ先生』とのアニメ版のコラボとして、 「イー・フライトアカデミー」との企画でパイパー社製PA-46型機を使用したラッピング飛行機が制作され、機体の右全面には当作のラッピングが成されている。2017年5月21日に静岡空港でのニコニコ生放送で機体が初公開された後、翌日5月22日にキャラバンフライト運用となり、静岡空港→名古屋空港→八尾空港→神戸空港→松山空港→佐賀空港のルートで実施した。また、佐賀空港では同年5月27日に機体の一般公開も実施される。

### ウェブサイトとの連動
著者の伏見によれば、本作はインターネット上の口コミに支えられてきた部分が大きかったという。本作は原作第1巻の発売前には電撃文庫内での注目が低く、当初はあまり大きな宣伝が行われなかったが、これに反して第1巻は発売後3日で9割の在庫が売れるなど大きな初動を記録した。これは第1巻の作中において、ヒロインの桐乃が常用しているサイトとして、実在する個人ニュースサイトが実名で登場し、そのサイトなどで大きく取り上げられたことが本作の話題作りのひとつとして貢献したとされており、後にアニメ版を手掛けるアニプレックスのプロデューサーである岩上敦宏も、同作を知ったきっかけとしてこの出来事を挙げている。作中に登場した個人ニュースサイトでは、その後も恒例の企画として、本作の続刊が刊行されるたびに伏見へのインタビュー企画を行っており、2010年5月1日に発表されたアニメ化の第一報も個人ニュースサイトから発信された。
これらの個人ニュースサイトは伏見が普段利用しているサイトの中から無作為に選ばれ、サイト運営者側への事前の連絡は行われなかったといい、伏見はこうした言及がクレームになった場合は後から謝罪するつもりであったという。こうしたインターネットを利用した話題作りは否定的な形で話題になるリスクもあるが、作中に登場し話題作りの一翼を担った個人ブロガーの一人は本作の表現を好意的に受け取った理由について、作中での言及がオタクであるヒロイン像を現実的に表現するための手段として機能しており、自然な文脈であったことを挙げている。おたくを題材に扱う作品において、おたくと親和性の高いインターネットを初期に味方につけたことがいい結果にも繋がったと考えられている。
この他にも作中に登場する幾つかの実在のウェブサイトとの連動も行われている。例えば作中には黒猫と沙織がTwitterの利用者であるという描写があるが、後に実際のTwitter上に桐乃、黒猫名義での公式アカウントが作られ、登場人物同士の雑談などを挟みつつ、登場人物の立場でネット上の作品評に対する逆書評企画を行ったり、作品に関連した情報を発信したりする試みが行われた。なお作中にTwitterが登場した第3巻執筆当時、Twitterはまだ大きなブームにはなっておらず、耳馴染の薄い表現であったという。
作中では桐乃や黒猫らが利用している動画共有サービスとして何度も言及されるニコニコ動画では、本作のアニメ化に関連した公式チャンネルが設けられ、アニメ本編のインターネット配信なども行われた（「俺の妹がこんなに可愛いわけがない (アニメ)#放送局」を参照）。また、アニメ版のエンディング曲の一般公募が本編の放送に先駆けてニコニコ動画で行われ、この企画にはニコニコ動画上の募集企画における記録を大きく更新する1039曲の応募があった。

### 作品外における桐乃の芸能活動
物語性のある作品以外でも、本作のヒロインである桐乃が作中において読者モデルとして活動しているという設定を生かし、物語本編とは異なり桐乃が芸能活動の道に進んだとしたらという仮定の元、現実世界での芸能活動の一環という体裁で、桐乃と黒猫を芸能人に見立てた各種コラボレーションが行われている。オンラインゲーム『Le Ciel Bleu 〜ル・シエル・ブルー〜』とのコラボレーション（詳細は「#ゲーム作品でのタイアップ」を参照）を皮切りとして、アルバイト情報サイト、雑誌や冊子、アニメグッズ専門店、香水などとのコラボレーションが行われた。
こうした活動の一環として、2010年10月26日号の『週刊アスキー』では桐乃が表紙を飾っている。制服姿で描かれており、右手には『とある魔術の禁書目録』の御坂妹衣装の『ゴッドイーター バースト』の一場面が写っているブロッサムピンクのPlayStation Portableを持っている。「表紙の人」のプロフィールには、作中の設定に準じた解説がそえられた。なお、彼女が表紙に選ばれたのは「Twitter上のつぶやきを同誌の編集者が本気で受け取ったから」と紹介されているが、当の公式Twitterでは、実はつぶやかれた時点で既に企画が進行していたことを明かしている。
2013年10月5日、桐乃と黒猫が「応援タレントに就任した」という設定で、地元球団である千葉ロッテマリーンズとのコラボグッズが発売された。

### イベント
徳島県徳島市で定期的に開催されているイベント「マチアソビ」の第1回（2009年10月）、第3回（2010年5月）、第4回（2010年10月）、第7回（2011年10月）、第10回（2013年5月）では、作者の伏見や編集者の三木・小原らが出演し、本作に関連したトークショーが行われている。このときの模様は原作の公式サイトでも動画配信された。
2010年12月5日には川口総合文化センター・リリアにて「俺の妹がこんなに可愛いわけがないフェスティバル」が開催され、イベント内ではアニメ版の最終回が2通り用意されることなどが告知された。2010年12月17日には新宿ロフトプラスワンにて「俺妹×禁書 コラボトークセッション 〜大覇権祭〜 」と題する、『とある魔術の禁書目録』との合同イベントが行われた。

### 記念きっぷ

千葉都市モノレールで運行されていたラッピング車両（2013年）

2011年5月2日には千葉都市モノレールが本作とのコラボ記念切符を5月14日より5000部限定で発売すると発表した。5月14日及び5月15日は千葉駅他一部の駅で数量限定で発売されたが、駅売り分は即時完売となり、急遽通信販売での完全受注生産に切り替えるなど、その人気ぶりを伺わせた。なお、それまでの千葉都市モノレールで発売された記念切符は2010年10月10日に発売された「10並び記念硬券入場券」の2010部が最高であり、当初の5000部という数字だけでも、同社にとって異例の数字であった。
2012年10月21日には、第2弾の記念切符を7000部限定で発売（幕張メッセでの『電撃20年祭』にて先行販売）。
2013年4月27日にはホリデーフリーきっぷとお昼のお出かけフリーきっぷの券面を各10000枚限定で「俺の妹がこんなに可愛いわけがない。」×「千葉モノレール」コラボデザインに変更したものが発売された。
なお、千葉都市モノレールでは「やはり俺の青春ラブコメはまちがっている。」とのコラボレーションを行ったことがあるが、同作品は本作品と類似した作品名ではあるものの、作者などが異なり、関連性はない。

## 関連メディア

### CD

#### ドラマCD
アスキー・メディアワークスより、本作初の音声化作品であるドラマCDが2010年3月31日に発売された。3つのシナリオが収録されており、うち2つは原作小説の音声化でもう1つは原作者である伏見書き下ろしのオリジナルストーリーになる。カバーイラストはかんざきひろ。本ドラマCDに出演した主要キャストは、後に放送されたテレビアニメ版でも踏襲されている。
第1話「はじめてのメイド喫茶」
原作第1巻第3章の音声化。メイド喫茶「プリティガーデン」で行われたオフ会で、高坂兄妹が沙織や黒猫と出会ったエピソードを描く。
第2話「妹の友達（裏）が家に来た日」
原作第3巻第1章の音声化。黒猫が桐乃の家を来訪するものの、ケータイ小説と同人誌の話で喧嘩になってしまうエピソードを描く。
第3話「あやせの相談事・羞恥編」
原作者である伏見書き下ろしのオリジナルストーリー。桐乃のオタク趣味のことで悩むあやせが、京介に相談を持ちかけるという内容。伏見によればこのエピソードは好評であったといい、原作本編にも内容が反映されているという。
その他封入物として解説リーフレット、いけださくらら11名による書き下ろし差し替え用ジャケット「俺なりの妹」、原作者の伏見つかさによる書き下ろし『俺の妹』短編小冊子が同梱される。小冊子には短編小説「とあるメイド喫茶にて」「バレンタインの想い出」の2作と（詳細は「#読み切り作品」を参照）、ドラマCDオリジナルの「あやせの相談事・羞恥編」の書き下ろし脚本が収録されている。

#### 楽曲のCD
テレビアニメ版に関連したCDが発売されている。

#### タイアップCD
2011年8月に発売されたスコット・マーフィーのアニメソング・カヴァーアルバム「GUILTY PLEASURES ANIMATION」にはジャケットに桐乃と黒猫のイラストが起用され、帯とシールには彼女らのコメントが寄せられている。

### トレーディングカード
本作を題材としたトレーディングカードのシリーズが、『らのべ×トレカ〜電撃文庫編〜 俺の妹がこんなに可愛いわけがない』としてコナミから発売されている。『らのべ×トレカ』シリーズの第1弾として2010年5月27日に発売され、以降、川原礫のライトノベル『アクセル・ワールド』のトレーディングカードと交互にリリースされている。
カードには様々なイラストレーターによる書き下ろしイラストと、原作者書き下ろしの「新作ストーリー」が掲載されており、カードをコンプリートして順番通りに並べることによってショートストーリーを読むことができる。『星くず☆ういっちメルル』や『MASCHERA』などの作中作もフィーチャーされている。各商品のサブタイトルは、原作における作中作や登場人物のセリフにちなんだものとなっており、例えば第1弾のタイトルは、原作においては作中ゲーム『妹と恋しよっ♪』のタイトル画面で読み上げられるセリフに由来している。
1. 「画面を、やさしぃく、くりっくしてねっ♥」 - 2010年5月27日発売[257]。
2. 「――しすかりぷすって、なーに？ きょうちゃん？」 - 2010年10月7日発売[257]。
3. 「……っふ……よくぞここまでたどり着いたものね……褒めてあげるわ」 - 2011年2月10日発売[257]。

### テレビアニメ
2010年と2013年にテレビアニメが放送された。番組のインターネット配信も行われている。
原作小説には現役のアニメーターであるかんざきひろをイラスト担当として起用していることもあり、本作のファンからはアニメ化を前提としていた企画と受け取られることもあるが、実際には事前の電撃文庫内での注目度が低かった作品であったとされ、公式Twitterではこうした噂を否定している。
日本国外でも北米において、Anime News Networkによるインターネット配信が日本の放送と同時期に行われる予定であったが、第2話の動画が日本での放送より半日前にAnime News Networkから漏出してしまうというトラブルが発生し、配信が延期、最終的には11月8日から配信が再開された。
この他、携帯公式サイトにて画像や番組情報を配信している。また、トレーディングカードプレシャスメモリーズの参加テレビアニメ作品の中に本作も名を連ねている。

### ゲーム

#### コンピュータゲーム
俺の妹がこんなに可愛いわけがない ポータブル
PlayStation Portable用のアドベンチャーゲームとして2011年1月27日に発売された。発売元はバンダイナムコゲームス。内容は主人公の京介が妹以外の登場人物からも「人生相談」を受けるというもので、マルチエンディング形式となっている。原作者の伏見も新垣あやせと来栖加奈子のシナリオを自ら担当しており、ゲーム独自の完結編という形で書き下ろした。
2010年7月1日に放送されたニコニコ生放送『とりあえず生中（三杯目）〜アニメ・ゲームの木曜日〜』にてゲーム化が発表された。アニメ版のエンディング曲と同様に、本作のエンディング曲もニコニコ動画で行われた公募作品から選出されている。
俺の妹めいかあEX いもうとと恋しよっ♪ぽーたぶる
『俺の妹がこんなに可愛いわけがない ポータブル』の限定版に、もう一本のゲームとして同梱される特典ゲームソフト。原作に登場する劇中ゲーム『妹と恋しよっ♪』の内容をモチーフに、原作に登場する主要な女性キャラクターたちが、主人公の妹という設定を与えられて登場するという内容。作中の設定では桐乃を含めた全員が義理の妹となっている。
俺の妹・真妹大殲シスカリプス
2011年1月20日よりYahoo!モバゲーで提供されたソーシャルゲーム。原作に登場する劇中ゲーム『真妹大殲シスカリプス』をモチーフとした内容で、原作本編の登場人物もプレイヤーとして登場する。2011年8月31日にサービス終了。
俺の妹がこんなに可愛いわけがない。 ハッピーエンド
PlayStation 3用のシミュレーションゲームとして2013年9月26日に発売された。
電撃文庫 FIGHTING CLIMAX
2014年3月18日から稼動しているセガの2D対戦格闘ゲーム。
本作からはプレイヤーキャラクターとして高坂桐乃、サポートキャラクターとして黒猫が登場。
俺の嫁（あやせ）がGateboxにいるわけがない
対話AIを育成するプロジェクト「俺嫁あやせAI」の『なりきり質問応答 俺の嫁（あやせ）がこんなに可愛いわけがない』により蓄積されたAIと、プロジェクション技術を用いたバーチャルホームロボット「Gatebox」とのコラボによるスマートフォン用ミニゲーム。フルボイス仕様の「新垣あやせ」の質問に対し、喜怒哀楽の4つの感情ボタンを選択していくことで、各種エンディングに到達するシナリオとなっている。現在は利用できない。
詳細は俺の妹がこんなに可愛いわけがない#対話AIを参照。

#### ゲーム作品でのタイアップ
タイアップの詳細についてはリンク先の各記事を参照。
絶対ヒーロー改造計画
日本一ソフトウェアが2010年3月11日に発売したPlayStation Portable用RPG。電撃文庫とのコラボレーションの一環として、本作も参加作品に名を連ねている。
Le Ciel Bleu 〜ル・シエル・ブルー〜
USERJOY JAPANが運営するMMORPG。作品外における桐乃の芸能活動の一環として、2010年8月11日から9月15日までの期間限定で本作とのタイアップキャンペーンが行われた。
くろネコONLINE
株式会社ゲームオンが運営するMMORPG。コラボレーション企画が開催され第1弾では2011年3月4日~31日の期間中“黒猫”衣装アバターが入手でき、第2弾では4月27日~5月11日の期間中クイズに答えると抽選で関連商品かのゲーム内アイテム“悪魔セイコジーン”が入手できるという企画。
超嫁大戦
株式会社そらゆめが自社の運営するフィーチャーフォン向け「ジュゲム！」他、GREEおよびmixi、Mobageで提供しているカードバトルPRGのソーシャルゲーム 。2012年2月1日より期間限定で本作が登場している。
嫁コレ
HEROZ（2014年7月まではBIGLOBE）のカードコレクションゲーム。高坂桐乃、沙織・バジーナ、田村麻奈実、新垣あやせ、黒猫 / 五更瑠璃の5名が登場している。
とある魔術の禁書目録〜頂点決戦〜
HEROZのソーシャルゲーム。コラボイベント「俺の妹と美琴がこんなにメルルまみれなわけがない」を2013年3月21日～3月28日の期間、「俺の妹がメイドの美琴にデレデレするわけがない」を2013年6月10日～6月17日の期間、「俺の妹と美琴がこんなに仲が良いわけがない」を2013年12月10日～12月17日の期間中に開催。
魔法科高校の劣等生 LOST ZERO
スクウェア・エニックスのスマートフォンゲーム。2016年12月1日～2016年12月18日にかけて期間限定で本作とのタイアップキャンペーンが行われた。コラボイベント“堕天聖・黒猫、降臨”やコラボガチャ“俺の妹ガチャ”など行われた。
ウチの姫さまがいちばんカワイイ
サイバーエージェントのスマートフォンゲーム。2017年3月17日から期間限定でタイアップキャンペーンが行われた。コラボガチャやコラボシナリオなどが行われ、物によっては撮り下ろしボイスもあった。
モンスターストライク
XFLAGのスマートフォンゲーム。2017年10月17日から期間限定で「電撃25周年」のコラボレーションとして高坂桐乃と黒猫が登場した。
エンゲージプリンセス〜眠れる姫君と夢の魔法使い〜
ドワンゴのPCブラウザゲーム。2019年4月24日から期間限定でコラボイベント・コラボガチャを開催。「原作小説１巻の高坂桐乃」（CV:竹達彩奈）、「黒猫」（CV:花澤香菜）、「新垣あやせ」（CV:早見沙織）、「原作完結時の少し成長した15 歳の高坂桐乃」（CV:竹達彩奈）がフルボイスで登場。エンゲージプリンセスでも原作・メインシナリオを担当している伏見つかさの書き下ろしストーリー。

### Webラジオ
2010年8月13日から2011年7月22日まで『俺の妹が（ラジオでも）こんなに可愛いわけがない』と題する、テレビアニメ版に関連したインターネットラジオ番組が、アニメ公式サイト上で配信された。パーソナリティはアニメ版で高坂桐乃役を演じる竹達彩奈と、黒猫役を演じる花澤香菜。
アニメ版二期の放送に合わせて2013年4月11日より『俺の妹が（ラジオでも）こんなに可愛いわけがない。』のタイトルで配信を再開している。

### 多数決ドラマ
2015年11月28日から2016年1月22日にかけて全5回と、電撃文庫秋の祭典2016での出張版にて、ニコニコ生放送の視聴者アンケートの結果（電撃文庫秋の祭典2016のみ会場での空気が反映）によってストーリーが変わるユーザー参加型ラジオドラマ「多数決ドラマ」が、著者の他作品『エロマンガ先生』との共同シナリオにて制作･配信された。

### 対話AI
2017年10月12日より『なりきり質問応答 俺の嫁（あやせ）がこんなに可愛いわけがない』として対話AIを育成するプロジェクトが本格始動した。
ドワンゴとNTTメディアインテリジェンス研究所の東中竜一郎が中心となって開発され、AIの育成にはニコニコチャンネル「伏見つかさチャンネル」の有料会員がWebブラウザ上で参加できた。ユーザーがキャラクターに対する質問を投稿し、キャラクターが答えるであろう回答を他のユーザーから収集する。ここで、共感を示す「ポイね！」が集まった回答を学習させて、対話AIの育成とその研究に役立てられる。
また、当プロジェクトとコラボレーションで、このAIを搭載したプロジェクション技術を用いたバーチャルホームロボット「Gatebox」が、ニコニコ超会議2018に『俺の嫁（あやせ）がGateboxにいるわけがない-夢の共同生活体験-』として出展され、事前抽選された参加希望者が体験できた。本コラボに先立って公式サイトのGatebox「新垣あやせ」コラボレーションサイトにて、早見沙織による録りおろしフルボイス仕様のスマートフォン用ミニゲームが公開されており、ニコニコ超会議2018の会場でも大型モニターでこちらも体験できた。
2020年12月時点では、収集されたデータの製品化はされていない。

### 朗読PV
あやせif、黒猫ifの刊行後の2021年にはYouTubeの公式電撃文庫チャンネルにおいて、電撃文庫の新作及び人気シリーズの一部分を声優が朗読する企画「電撃文庫朗読してみた」で、それぞれ読まれ配信された。
- 俺の妹がこんなに可愛いわけがない 黒猫if（朗読：花澤香菜／約7分／2021年4月20日配信開始）[291]
- 俺の妹がこんなに可愛いわけがない あやせif（朗読：早見沙織／約6分／2021年5月29日配信開始）[292]

## 作品に対する反応
作中においてヒロインである妹がおたく趣味に関する情報を集めるのに常用しているのが、実在の個人ニュースサイトであるという設定が話題になり、インターネット上では大きな反響があった（詳細は「#ウェブサイトとの連動」を参照）。著者の伏見にとって長編コメディーは本作が初挑戦であり、作風の変化を意外に受け止める読者も多かったという。
アニメ版第1話の放送直後には放送倫理・番組向上機構（BPO）内の「青少年に関する意見」にて、作中に架空や実在のアダルトゲームが登場する内容に対して批判的な意見も視聴者から寄せられた。（詳細は俺の妹がこんなに可愛いわけがない (アニメ)#作品に対する批判を参照）。
比較文学者、評論家の小谷野敦は、amazon.co.jpのカスタマーレビューにおいて「見た目のラノベっぽさに比較して、プロットはきわめて古典的である。文章、語彙などもきわめて整っている。オタクなるものの生態、語彙などの勉強にもなり、パターンが出尽くしてしまった直木賞系小説に対して、いわば王朝物語の末流に対する浮世草子の登場を思わせるものがある。なかんずく、作者の視点が冷静であるのがいい。かなり練り上げられた小説である」と本作について評価している。
作品の完結した12巻の発売直後には、ライターの前島賢が「読者の声に耳を傾け続けた作品であり、ラブコメとして誰を選びどう終わらせるかという作者の決断はかえって深刻なものとなったように思う」と述べ、選択から逃げずに物語を完結させた著者を称えた。

## その他メディアでの露出
2016年5月 - フジテレビ系ドラマ『OUR HOUSE』第3話に面白い作品として名前及び文庫本が実名で登場している。